# Foum Oudi
Foum Oudi  (in arabo فم اودي‎?) è un centro abitato e comune rurale del Marocco situato nella provincia di Béni Mellal, regione di Béni Mellal-Khénifra. Conta una popolazione di 12 233 abitanti (censimento 2014).